# Aleksander Gudzowaty
Aleksander Gudzowaty (* 22. September 1938 in Łódź; † 14. Februar 2013 in Warschau) war ein polnischer Unternehmer. Er gehörte zu den reichsten Polen seiner Zeit. Obschon zu dem Zeitpunkt ein Teil seines Vermögens bereits an seinen Sohn übergegangen war, wurde es in der jährlich aktualisierten Reichen-Liste in der polnischen Ausgabe der Zeitschrift Forbes im Jahr 2013 auf rund 200 Millionen Euro geschätzt.

## Leben
Aleksander Gudzowaty war der Sohn von Eliasz und Aleksandra Gudzowaty. Die Familie lebte in einfachen Verhältnissen in Łódź. Eliasz Gudzowaty war ursprünglich als Italienischlehrer in Lemberg tätig gewesen, in Łódź arbeitete er in einer Maschinenfabrik. Aleksandra Gudzowata war Chemielaborantin.
Gudzowaty studierte an der Fakultät für Außenhandel der Universität Łódź. Von 1975 bis 1979 arbeitete er als Repräsentant zweier polnischer Exportunternehmen der Textilindustrie in Moskau. Er war Mitglied der Polnischen Vereinigten Arbeiterpartei. Nach Polen zurückgekehrt, arbeitete Gudzowaty als Leiter der Exportabteilung bei der PHZ Kolmex S.A., einem Eisenbahn-Zulieferunternehmen; zuletzt war er dort Geschäftsführer. Kurz nach der Wende verlor er seinen Arbeitsplatz.

### Bartimpex
Da er aus seiner Zeit in der Sowjetunion gute Kontakte in die russische Wirtschaft hatte, konnte Gudzowaty sich in Folge als Zwischenhändler im Gashandel zwischen Russland (Verkäufer war das Unternehmen Gazprom) und Polen (Käufer war die Polskie Górnictwo Naftowe i Gazownictwo S.A.) etablieren. Zunächst lief der Gaseinkauf auf Tauschhandelsbasis. Als Gegenleistung lieferte Gudzowaty Lebensmittel und Industrieprodukte nach Russland.
Die 1990 gegründete PHZ Bartimpex (seit 1993 firmierte das Unternehmen als  S.A.) begründete sein Vermögen. Wie auch andere Funktionäre des polnischen Außenhandelsministeriums, die früher Mitglieder der kommunistischen Arbeiterpartei gewesen waren, gehörte auch Gudzowaty zu den Gewinnern nach der Wende. Bereits 1997 listete das amerikanische Wirtschaftsmagazin Global Finance den Unternehmer unter den 600 einflussreichsten Menschen der Welt.
Über die Gas-Trading ist Bartimpex auch an der Europol Gaz beteiligt, die einen Teil der Erdgasleitung Jamal–Europa betreibt. Die Bartimpex war die erste polnische Firma, die eine Niederlassung im Irak eröffnete. Gudzowaty plante, im Irak an großen Infrastrukturprojekten beteiligt zu werden. Aleksander und Tomasz Gudzowaty verkauften 2006 Anteile an der Versicherungsgesellschaft Towarzystwo Ubezpieczeń i Reasekuracji CIGNA STU S.A. an die Wiener Städtische. Gudzowaty war auch in einen amerikanisch-polnischen Rüstungseinkauf im Rahmen eines Kompensationsgeschäftes involviert. Der Vertragswert für den Erwerb von 46 General Dynamics F-16 Kampfflugzeugen belief sich auf 700 Millionen US-Dollar. Gudzowaty investierte auch in den polnischen Biokraftstoff-Sektor.

### Sonstiges

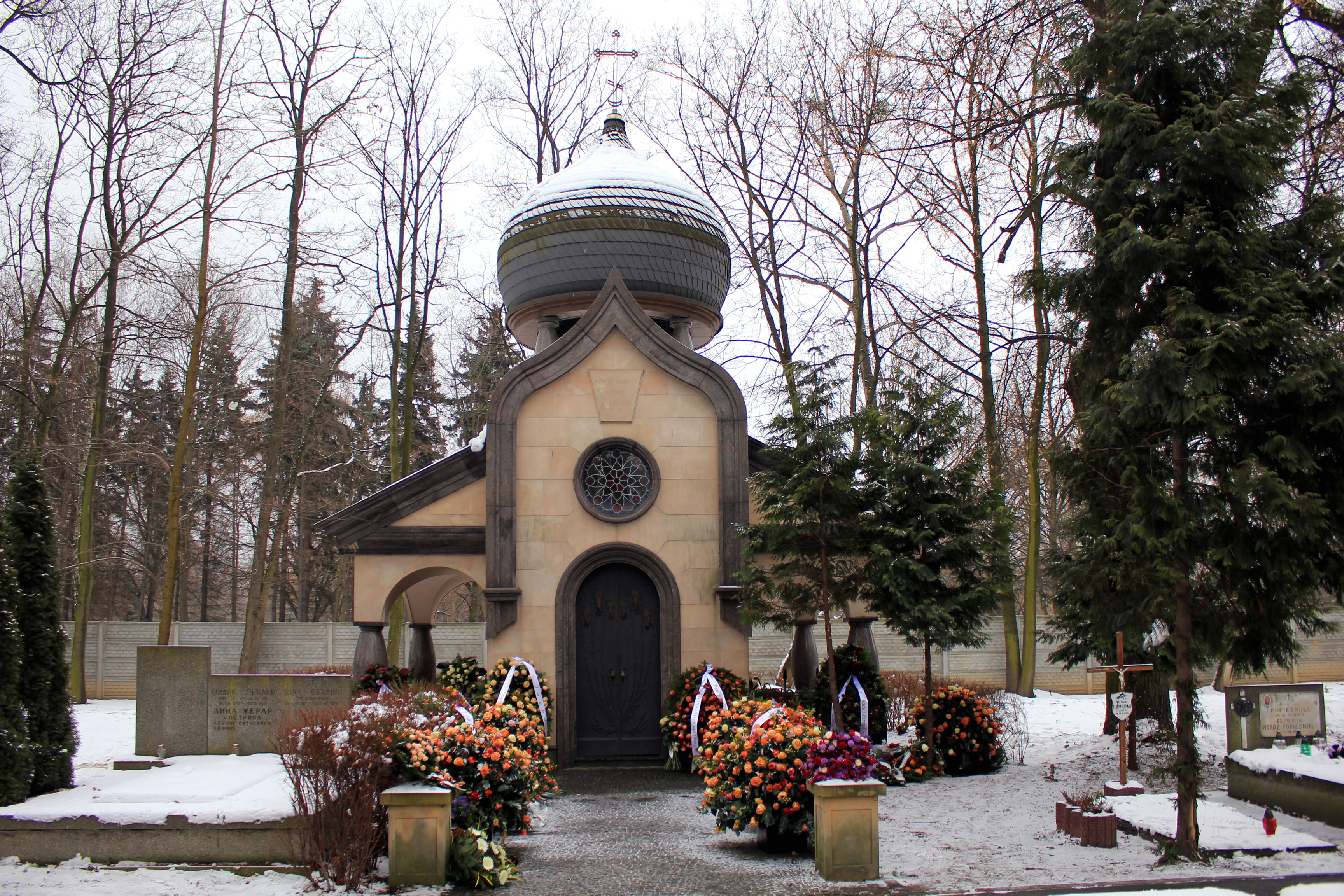
Das Gudzowaty Familiengrab am 17. Februar, einen Tag nach Gudzowatys Begräbnis

Nach der Wende stand der Unternehmer der postkommunistischen Partei SLD nahe.
Gudzowaty galt als exzentrisch und großzügig. Er machte sich um die polnisch-israelische Freundschaft verdient; die Stadt Jerusalem zeichnete ihn mehrfach aus.
Sein Sohn aus der ersten Ehe mit Grażyna Gudzowata ist Tomasz Borys Gudzowaty (* 1971), ein Fotograf und Preisträger der internationalen World Press Photo Foundation, von POYi – Pictures of the Year International sowie der NPPA – National Press Photographers Association („The Best of Photojournalism“). Im Februar 2010 heiratete Gudzowaty in zweiter Ehe Danuta Korycka.